# Jericho/Langwarden
Jericho/Langwarden ist der Name eines Naturschutzgebietes in der niedersächsischen Gemeinde Butjadingen im Landkreis Wesermarsch.
Das Naturschutzgebiet mit dem Kennzeichen NSG WE 098 ist 1,8 Hektar groß. Es befindet sich nordwestlich von Burhave und dient dem Schutz einer Graureiherkolonie.
Das Gebiet steht seit dem 12. April 1980 unter Naturschutz. Zuständige untere Naturschutzbehörde ist der Landkreis Wesermarsch.